# Michael Palin: Új Európa
Michael Palin: Új Európa (angolul: Michael Palin's New Europe) a Monty Pythonból jól ismert Michael Palin 2007-ben megjelent dokumentumfilm sorozata, melyben 20 közép-európai, kelet-európai, balkáni és balti országot keresett fel a hét részes sorozat folyamán.
Epizódok:
| # | Eredeti (Angol) cím | Magyar fordítása     | Felkeresett országok                                                    |
| - | ------------------- | -------------------- | ----------------------------------------------------------------------- |
| 1 | War and Peace       | Háború és Béke       | Szlovénia, Horvátország, Bosznia-Hercegovina, Szerbia és Albánia        |
| 2 | Eastern Delight     | Keleti gyönyör       | Macedónia, Bulgária és Törökország                                      |
| 3 | Wild East           | Vad kelet            | Moldova és Románia                                                      |
| 4 | Danube to Dnieper   | Dunától a Dnyeperig  | Magyarország és Ukrajna                                                 |
| 5 | Baltic Summer       | Balti nyár           | Észtország, Lettország, Litvánia és Oroszország (kalinyingrádi terület) |
| 6 | From Pole to Pole   | Lengyeltől lengyelig | Lengyelország                                                           |
| 7 | Journey's End       | Az utazás vége       | Szlovákia, Csehország és Németország (ex Kelet Német területek)         |